# 児玉亮太郎

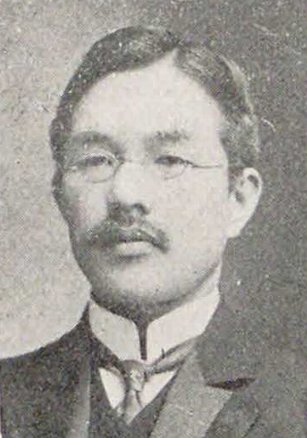
児玉亮太郎

児玉 亮太郎（こだま りょうたろう、1872年10月15日〈明治5年9月13日〉 - 1921年〈大正10年〉10月25日）は、日本の政治家。衆議院議員（立憲政友会）などを歴任。

## 経歴
和歌山県那賀郡粉河村（現在の紀の川市）に、後の衆議院議員児玉仲児の長男として生まれる。同志社卒業後、ミシガン大学に留学し、哲学博士の称号を受けた。帰国後、大阪毎日新聞記者、京都帝国大学法科大学経済学講師、同志社大学講師、北海道拓殖銀行営業部長、富士製紙主事などを歴任した。
原敬の知遇を得、1900年（明治33年）に原が逓信省大臣に就任すると、秘書官に任命された。1912年（明治45年）、第11回衆議院議員総選挙に出馬し当選。以後、第14回総選挙まで連続4回の当選回数を数えた。
1914年（大正3年）、第1次山本内閣で内務大臣を務めていた原敬の秘書官に任命された。原内閣が成立すると、内閣総理大臣秘書官に任命され、1920年（大正9年）に鉄道省勅任参事官に転じた。
衆議院議員在任中の1921年10月、東京市麻布区広尾の自宅で腎臓病の療養中に死去した。